# Martin Jahn
Martin Jahn (ur. 21 stycznia 1970) – czeski menedżer i polityk, w latach 2004–2005 wicepremier.

## Życiorys
Ukończył studia w Wyższej Szkole Ekonomicznej w Pradze, po czym podjął pracę w CzechInvest, czeskiej agencji rozwoju biznesu i inwestycji. W drugiej połowie lat 90. był dyrektorem jej zagranicznego przedstawicielstwa w Chicago. W 1999 został absolwentem studiów podyplomowych typu MBA na DePaul University w tym mieście. Od tegoż roku pełnił funkcję dyrektora generalnego CzechInvest. Od sierpnia 2004 do grudnia 2005 zajmował stanowisko wicepremiera do spraw gospodarczych w rządach Stanislava Grossa i Jiříego Paroubka.
W 2006 został członkiem zarządu Škoda Auto, a w 2008 dyrektorem koncernu Volkswagen w Rosji. W 2010 przeszedł na kierownicze stanowisko do centrali VW w Wolfsburgu.
Kawaler Orderu Narodowego Zasługi.